# California Institution for Men
California Institution for Men (CIM) är ett delstatligt fängelse för manliga intagna och är belägen i Chino, Kalifornien i USA. Fängelset förvarar intagna som är klassificerade för säkerhetsnivåerna "låg" och "medel". CIM har en kapacitet på att förvara 2 736 intagna men för den 23 november 2022 var det överbeläggning och den förvarade 3 006 intagna.
Fängelset invigdes 1941.
Personer som varit intagna på CIM är bland andra Caryl Chessman, Roman Polański och Shifty Shellshock.